# Martin Kramer (Theologe)
Martin Kramer (* 16. Februar 1933 in Berlin-Mahlsdorf; † 1. Januar 2022 in Magdeburg) war ein deutscher evangelischer Theologe, Studentenpfarrer und Konsistorialpräsident.

## Leben und Wirken
Kramer verbrachte seine Kindheit in Berlin-Mahlsdorf. Als der Großraum Berlin bereits von den Luftangriffen der westlichen Bomberflotten betroffen war, wurde die Familie nach Wernigerode im Harz evakuiert. Hier absolvierte er nach dem Ende seiner Schulzeit eine Lehre zum Kaufmann. Als er seine Hochschulreife erlangt hatte, studierte Kramer ab 1952 Evangelische Theologie an der Martin-Luther-Universität Halle-Wittenberg. Danach wurde er zu seinem Dienst als Vikar in der Laurentius-Gemeinde von Halle entsandt. Nachdem er zum Pfarrer ordiniert wurde, war er ab 1962 als Studentenpfarrer in Magdeburg tätig. Eine kurze Zeit von 1962 bis 1963 war er auch als Persönlicher Referent von Landesbischof Johannes Jänicke tätig. Von 1964 bis 1974 war Kramer Pfarrer an der Sankt-Gertraud-Kirche im Magdeburger Stadtteil Salbke, blieb jedoch bis 1970 nebenamtlich auch Studentenpfarrer. Pfarrer Günter Lemke wurde sein Nachfolger in Salbke und Kramer übernahm das Pfarramt an der Magdeburger Pauluskirche in Stadtfeld Ost. 1980 wurde er zum Konsistorialpräsidenten berufen, bis er 1990 aus diesem Amt ausschied. Letztlich übernahm er 1990 die Pfarrstelle an der Sankt-Gertrauden-Kirche.
Als evangelischer Theologe nahm er auch ehrenamtliche Aufgaben in seiner Kirche wahr als Synodaler der Kirchenprovinz Sachsen von 1964 bis 1990. Von 1971 bis 1980 war er Vizepräses der Synode. Ebenso betätigte er sich in dieser Zeit in der Christlichen Friedenskonferenz (CFK), an deren II. Allchristlichen Friedensversammlung er sich 1964 in Prag beteiligte.
Nach seinem Eintritt in den Ruhestand 1995 nahm er ehrenamtliche Aufgaben in verschiedenen Verbänden und Vereinen wahr. Von 1995 bis 2004 war er Vorstandsvorsitzender des Evangelischen Medienverbandes in der Kirchenprovinz Sachsen und in der Landeskirche Anhalts e. V. Er gehörte für die FDP dem Magdeburger Stadtrat an und war langjähriges Mitglied im Kreisvorstand der Magdeburger Liberalen.

## Werke
- Kirchenrecht und Ökumene: Bericht von einer Tagung. Im Auftrag des Sekretariats des Bundes der Evangelischen Kirchen in der Deutschen Demokratischen Republik hrsg. von Martin Kramer. Evangelische Verlagsanstalt, Berlin 1978.